# Плетений Ташлик (станція)
Плетений Ташлик — залізнична станція Знам'янської дирекції Одеської залізниці на лінії Знам'янка—Помічна між станціями Шостаківка та Новоукраїнка в селі Первомайськ Кіровоградської області.

## Історія
Станція була відкрита на лінії Знам'янка-Пасажирська—Помічна в 1868 році.